# Assunta Legnante
Assunta Legnante, italijanska atletinja, * 14. maj 1978, Neapelj, Italija.
Nastopila je na poletnih olimpijskih igrah leta 2008 in dosegla devetnajsto mesto v suvanju krogle. Na evropskih dvoranskih prvenstvih je osvojila naslov prvakinje leta 2007 in podprvakinje leta 2002. 
Zaradi glavkoma je oslepela in nastopila na poletnih paraolimpijskih igrah v letih 2012 in 2016 ter obakrat zmagala v suvanju krogle, postavila je tudi svetovni paraolimpijski rekord. 